# Kōhin-Nordlinie
| Streckenlänge: | 30,4 km           |                               |               |
| Spurweite: | 1067 mm (Kapspur) |                               |               |
| Maximale Neigung: | 18 ‰              |                               |               |
| Minimaler Radius: | 160 m             |                               |               |
| Zweigleisigkeit: | nein              |                               |               |
| |                   |                               |               |
| \| \| 0,0 \| Hama-Tombetsu (浜頓別) \| 1918–1989 \| \| \| \| ↔ Tenpoku-Linie \| 1918–1989 \| \| \| \| Tombetsu-gawa \| \| \| \| 2,7 \| Tombetsu (頓別) \| 1956–1985 \| \| \| 7,0 \| Toyoushi (豊牛) \| 1936–1985 \| \| \| 10,3 \| Toyohama (豊浜) \| 1956–1985 \| \| \| 12,4 \| Shanai (斜内) \| 1936–1985 \| \| \| 17,7 \| Menashidomari (目梨泊) \| 1936–1985 \| \| \| 19,8 \| Yamausu (山臼) \| 1956–1985 \| \| \| 23,1 \| Toimaki (問牧) \| 1936–1985 \| \| \| 30,4 \| Kitami-Esashi (北見) \| 1936–1985 \| \| \| \| unvollendete Strecke nach Ōmu \| \| |                   |                               |               |
| Abzweig quer und von links (Strecke außer Betrieb) · Bahnhof quer (Strecke außer Betrieb) | 0,0               | Hama-Tombetsu (浜頓別)        | 1918–1989     |
| Strecke (außer Betrieb) |                   | ↔ Tenpoku-Linie               | 1918–1989     |
| Brücke über Wasserlauf (Strecke außer Betrieb) |                   | Tombetsu-gawa                 | Tombetsu-gawa |
| Haltepunkt / Haltestelle (Strecke außer Betrieb) | 2,7               | Tombetsu (頓別)               | 1956–1985     |
| Haltepunkt / Haltestelle (Strecke außer Betrieb) | 7,0               | Toyoushi (豊牛)               | 1936–1985     |
| Haltepunkt / Haltestelle (Strecke außer Betrieb) | 10,3              | Toyohama (豊浜)               | 1956–1985     |
| Haltepunkt / Haltestelle (Strecke außer Betrieb) | 12,4              | Shanai (斜内)                 | 1936–1985     |
| Haltepunkt / Haltestelle (Strecke außer Betrieb) | 17,7              | Menashidomari (目梨泊)        | 1936–1985     |
| Haltepunkt / Haltestelle (Strecke außer Betrieb) | 19,8              | Yamausu (山臼)                | 1956–1985     |
| Haltepunkt / Haltestelle (Strecke außer Betrieb) | 23,1              | Toimaki (問牧)                | 1936–1985     |
| Kopfbahnhof Streckenende (Strecke außer Betrieb) | 30,4              | Kitami-Esashi (北見)          | 1936–1985     |
| |                   | unvollendete Strecke nach Ōmu |               |

Die Kōhin-Nordlinie (jap. 興浜北線, Kōhin-hokusen) war eine Eisenbahnstrecke im Norden der japanischen Insel Hokkaidō. Sie war von 1936 bis 1985 in Betrieb.

## Beschreibung
Bei der Kōhin-Nordlinie handelte es sich um eine Stichstrecke, die im Bahnhof Hama-Tombetsu von der ebenfalls stillgelegten Tenpoku-Linie abzweigte. Sie war kapspurig, eingleisig und nicht elektrifiziert. Die Kōhin-Nordlinie verlief in südöstlicher Richtung entlang der Küste des Ochotskischen Meeres und führte bis ins 30,4 km entfernte Kitami-Esashi. Erschlossen wurden neun Bahnhöfe und Bedarfshaltestellen.
Der Bahnkörper ist zu einem großen Teil erhalten geblieben, die Brücken wurden jedoch entfernt.

## Geschichte
Im Anhang des revidierten Eisenbahnbaugesetzes von 1922 war das Projekt einer Eisenbahnstrecke zwischen den Städten Hamatombetsu nach Okoppe vermerkt. Diese Kōhin-Linie sollte die Tenpoku-Linie mit der Nayoro-Hauptlinie verbinden und dazu beitragen, entlang der gesamten Küste des Ochotskischen Meeres eine durchgehende Verbindung von Wakkanai nach Abashiri zu schaffen. Ebenso sollte die Land- und Forstwirtschaft in dieser dünn besiedelten und schlecht erschlossenen Gegend gefördert werden. Am 10. Juli 1936 erfolgte die Eröffnung der Kōhin-Nordlinie von Hama-Tombetsu nach Kitami-Esashi.
Ein Jahr zuvor war auch die Kōhin-Südlinie zwischen den Bahnhöfen Okoppe und Ōmu eröffnet worden. Auf dem fehlenden 51,5 km langen Teilstück zwischen Kitami-Esashi und Ōmu bestand bereits ein bedeutender Teil des Unterbaus, doch nach dem Ausbruch des Pazifikkriegs im Juli 1937 stellte das Eisenbahnministerium sämtliche Bauarbeiten ein. Um die Rationierungsmaßnahmen während des Krieges zu unterstützen, stufte es verschiedene Nebenstrecken als „nicht dringlich“ ein und legte sie vorübergehend still. Am 1. November 1944 war auch die Kōhin-Nordlinie von dieser Maßnahme betroffen. Etwas mehr als drei Monate nach Kriegsende wurde der Betrieb am 5. Dezember 1945 wiederaufgenommen.
Im Personenverkehr endete der Einsatz von Zügen mit Dampflokomotiven im Juli 1956; an ihre Stelle traten Schienenbusse. 1960 hatte das Verkehrsministerium beschlossen, das noch fehlende Teilstück zu errichten, doch das Verkehrsvolumen nahm in den folgenden Jahren wegen der Landflucht und der Massenmotorisierung markant ab. Aus diesem Grund unterblieben weitere Bauarbeiten und das Projekt wurde 1977 endgültig aufgegeben. Im Mai 1975 endete der Dampfbetrieb auch im Güterverkehr. Diesen stellte die Japanische Staatsbahn am 1. Februar 1984 ein. Am 15. Juli 1985 wurde die Kōhin-Nordlinie stillgelegt und durch eine Buslinie der Gesellschaft Sōya Bus ersetzt.

## Liste der Bahnhöfe
| Name                     | km   | Anschlusslinien             | Lage   | Ort          |
| ------------------------ | ---- | --------------------------- | ------ | ------------ |
| Hama-Tombetsu (浜頓別)   | 00,0 | Tenpoku-Linie (stillgelegt) | Koord. | Hamatombetsu |
| Tombetsu (頓別)          | 02,7 |                             | Koord. | Hamatombetsu |
| Toyoushi (豊牛)          | 07,0 |                             | Koord. | Hamatombetsu |
| Toyohama (豊浜)          | 10,3 |                             | Koord. | Hamatombetsu |
| Shanai (斜内)            | 12,4 |                             | Koord. | Hamatombetsu |
| Menashidomari (目梨泊)   | 17,7 |                             | Koord. | Esashi       |
| Yamausu (山臼)           | 19,8 |                             | Koord. | Esashi       |
| Toimaki (問牧)           | 23,1 |                             | Koord. | Esashi       |
| Kitami-Esashi (北見枝幸) | 30,4 |                             | Koord. | Esashi       |